# Splav Meduze (Géricault)
Splav Meduze (francosko Le Radeau de la Méduse [lə ʁado d (ə) la medyz]) – prvotno z naslovom Scène de Naufrage (Prizor brodoloma) – je oljna slika francoskega romantičnega slikarja in litografa Théodorja Géricaulta (1791–1824) v letih 1818–19. Delo, ki ga je umetnik dokončal, ko je bil star 27 let, je postalo ikona francoske romantike. Slika v nadnaravni velikosti 419 × 716 cm prikazuje trenutek po brodolomu francoske mornariške fregate Méduse, ki je 2. julija 1816 nasedla ob obali današnje Mavretanije. 5. julija 1816 je bilo na hitro zgrajenem splavu 147 ljudi. Vsi razen 15 so umrli 13 dni pred reševanjem, preživeli pa so trpeli lakoto in dehidracijo ter kanibalizem. Dogodek je postal mednarodni škandal, deloma tudi zato, ker so njegov vzrok številni pripisali nesposobnosti francoskega kapitana.
Géricault se je odločil ta dogodek upodobiti zato, da bi svojo kariero začel z obsežnim nenaročenim delom na temo, ki je že vzbudila veliko zanimanje javnosti. Dogodek ga je fasciniral in je, preden je začel izdelovati končno sliko, opravil obsežne raziskave in izdelal veliko pripravljalnih skic. Opravil je pogovor z dvema preživelima in izdelal podroben model splava. Obiskal je bolnišnice in mrtvašnice, kjer si je lahko neposredno ogledal barvo in strukturo mesa umirajočih in mrtvih. Kot je predvideval, se je slika ob prvi predstavitvi v pariškem salonu leta 1819 izkazala za zelo kontroverzno in je v enaki meri pritegnila strastne pohvale in obsodbe. Toda vzpostavila je Géricaultov mednarodni ugled in danes velja za temeljno delo začetka romantičnega gibanja v francoskem slikarstvu.
Čeprav Splav Meduze ohranja elemente tradicije zgodovinskega slikarstva, tako pri izbiri vsebine kot v dramski predstavitvi pomeni odmik od mirnosti in urejenosti prevladujoče neoklasicistične šole. Géricaultovo delo je veliko pozornosti pritegnilo že pri prvi razstavi v Parizu, nato pa tudi na razstavi v Londonu. Louvre ga je pridobil kmalu po umetnikovi smrti v starosti 32 let. Vpliv slike je opaziti v delih Eugèna Delacroixa, J. M. W. Turnerja, Gustava Courbeta in Édouarda Maneta.